# Nymphaea sulphurea
Nymphaea sulphurea là một loài thực vật có hoa trong họ Nymphaeaceae. Loài này được Gilg miêu tả khoa học đầu tiên năm 1903.